# Caro (embarcació)
El caro és una embarcació de rem que s'emprava per a tirar l'art a mar.
Els caros d'art eren molt llargs i estrets i es movien només a força de rems. No arboraven cap pal ni anaven mai a vela.
A banda i banda de la popa portaven dos braços o banyots, integrats sòlidament al buc, que s'usaven per a dur l'art penjat quan el portaven al mar a calar-lo.
Els caros tenien entre 5 i 7 metres d'eslora, uns 2 metres de mànega i entre 0,7 i 0,8 metres de puntal.

## Detalls constructius
Els caros no tenien ni coberta ni corredors. Eren completament oberts.
Disposaven d'una quilla robusta i dues escues.
Les quadernes estaven formades cadascuna per un medís i dues estameneres. Les estameneres cavalcaven en part el medís sempre per la cara més propera a la proa o la popa. Les quadernes centrals tenien les estameneres en cares oposades.